# Vigo Football Club
El Vigo Foot-Ball fue un equipo de fútbol con sede en Vigo (España) fundado en el año 1903, al mismo tiempo que su futuro rival, el Fortuna Foot-Ball Club. En su tiempo, era considerado como el mejor equipo de Vigo y contaba con los mejores jugadores locales.
Entre sus logros, destaca una final de la Copa de España de 1908 frente al Madrid Foot-Ball Club, la cual perdió por 1-2, además de llegar en 1909 a la semifinal, que disputó al futuro campeón, el Club Ciclista de San Sebastián. 
Al principio, jugaba en el campo del Exiles Foot-Ball Club —surgido en 1876 y primer club gallego de fútbol del que se tiene constancia—, aunque desde 1908 tuvo su propio terreno de juego cuando inauguró el Campo de Coya.

## Historia

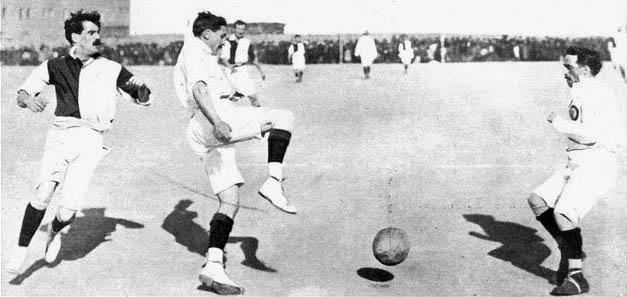
Un momento de la final de Copa del Rey de 1908. En primera plana el vigués Quincho Yarza.

El 4 de junio de 1903 nace el Vigo Sport Club, que adopta como colores identificativos los de la bandera de la provincia marítima de Vigo, camiseta partida a dos mitades roja y blanca con pantalón blanco. Fue fundado por alumnos de la Escuela de Artes y Oficios, agrupados bajo la juvenil Sociedad de Artes y Sport y varios británicos, liderados por el atleta amateur Manuel Ocaña. Este equipo cambia de nombre a Vigo Foot-ball Club en 1905 y se registra en el Gobierno Civil el 22 de mayo. 
También en 1905, el Fortuna Foot-Ball Club presentó sus Estatutos ante el Gobierno Civil el 10 de septiembre y se aprobaron el 11. Ambos mantuvieron una gran rivalidad en los años siguientes. Son los clubs pioneros del fútbol no solo en Vigo, sino en toda Galicia.
El Vigo Foot-Ball Club pronto destacó como el mejor equipo de la ciudad al superar en calidad a sus vecinos del Fortuna F. C. En 1906 absorbió a otro equipo local recientemente surgido, el New Club de Vigo. Antes, el club fue el artífice de la creación del Campeonato de Galicia (denominado en su primera edición como Copa del Rey) y resultó vencedor del mismo. A su vez, como en el resto de la península, fue el torneo que designó al equipo gallego que debía contender en el Campeonato de España. Sin embargo, el carácter del torneo y que no estuviese aún constituida una federación regional en la región, hicieron que tanto este como los sucesores campeonatos gallegos careciesen de validez oficial.

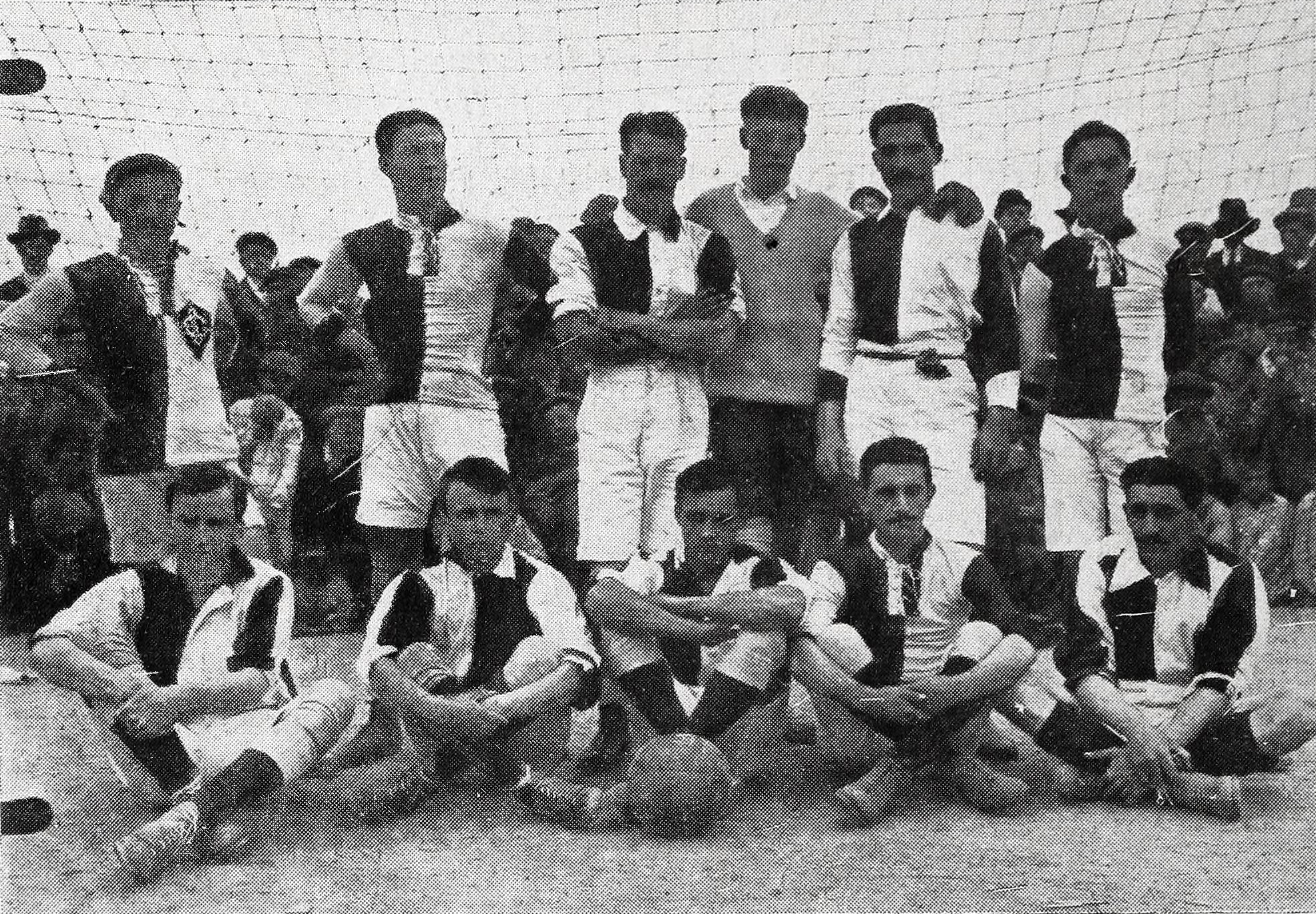
Plantel del Galicia F. C. en el campeonato de España de 1909 en Madrid

De nuevo en 1907 y 1908 ganó el citado campeonato. Tuvo especial repercusión este último, pues le sirvió para posteriormente llegar hasta la final de la Copa de España de aquella edición contra el Madrid Foot-Ball Club, que era entonces uno de los conjuntos más fuertes de España. Los madrileños vencieron la final por 2-1; fue la primera vez que un equipo no perteneciente a la Región Centro, Región Norte o Cataluña disputaba el título y que no volvió a producirse hasta 1931. En la edición de 1909 el club participó bajo el nombre de Galicia F. C.; no se conocen los motivos.
De nuevo en 1910 absorbe a otro club para reforzarse, en este caso el Club Español de Foot-Ball. 
En 1911 inició las gestiones para fusionarse con el Sporting Club de Vigo, una escisión del Real Club Náutico de Vigo. La fusión se llevó a cabo finalmente el 7 de diciembre de 1913, cuando, por mutuo acuerdo, se lograba la unión de ambos. El resultado de la fusión comportaba el cambio de nombre de los rojiblancos quienes pasaban a denominarse Vigo Sporting Club; conservaron su clásico maillot pero cambiaron el color del pantalón, que pasó a ser azul en referencia a la bandera de Galicia.

## Palmarés resumido
| TEMPORADA | CAMPEONATO GALICIA                                                   | COPA DEL REY                                                         | CONCURSO ESPAÑA                                                      |
| 1905-06   | Subcampeón                                                           | No clasificó                                                         |                                                                      |
| 1906-07   | Campeón                                                              | No clasificó                                                         |                                                                      |
| 1907-08   | Campeón                                                              | Subcampeón                                                           |                                                                      |
| 1908-09   | Subcampeón                                                           | Semifinalista                                                        |                                                                      |
| 1909-10   | -                                                                    | No clasificó                                                         |                                                                      |
| 1910-11   | -                                                                    | No clasificó                                                         |                                                                      |
| 1911-12   | Subcampeón                                                           | No clasificó                                                         | Subcampeón                                                           |
| 1913      | En 1913 se funda con el Sporting Club de Vigo para crear el Vigo S.C | En 1913 se funda con el Sporting Club de Vigo para crear el Vigo S.C | En 1913 se funda con el Sporting Club de Vigo para crear el Vigo S.C |

### Torneos nacionales
- Copa del Rey:

1 Subcampeonato: 1908.
- Concurso España

1 Subcampeonato: 1912.